# 창살 없는 감옥
《창살 없는 감옥》(Prison sans barreaux)은 프랑스에서 제작된 레오니드 모귀 감독의 1938년 드라마 영화이다. 애니 듀콕스 등이 주연으로 출연하였다.

## 출연

### 주연
- 애니 듀콕스
- 로저 듀체스네
- 지넷 르클레르

### 조연
- 코리느 리슈엘
- 마르뜨 멜롯